# Francis Browne, III visconte Montagu
Francis Browne, III visconte Montagu (Inghilterra, 2 luglio 1610 – Inghilterra, 2 novembre 1682) è stato un nobile inglese, primogenito di Anthony-Maria Browne, II visconte Montagu, e di Jane Sackville, figlia di Thomas Sackville, I conte di Dorset.
Succedette al padre il 23 ottobre 1629, stabilendosi nella residenza di famiglia, Cowdray House. Il patrimonio includeva il priorato di Easebourne e Verdley, documentati in una mappa realizzata dal cartografo Nicholas Lane nel febbraio 1635, oggi conservata presso il West Sussex Record Office. Browne ereditò anche la vasta tenuta di Battle Abbey.

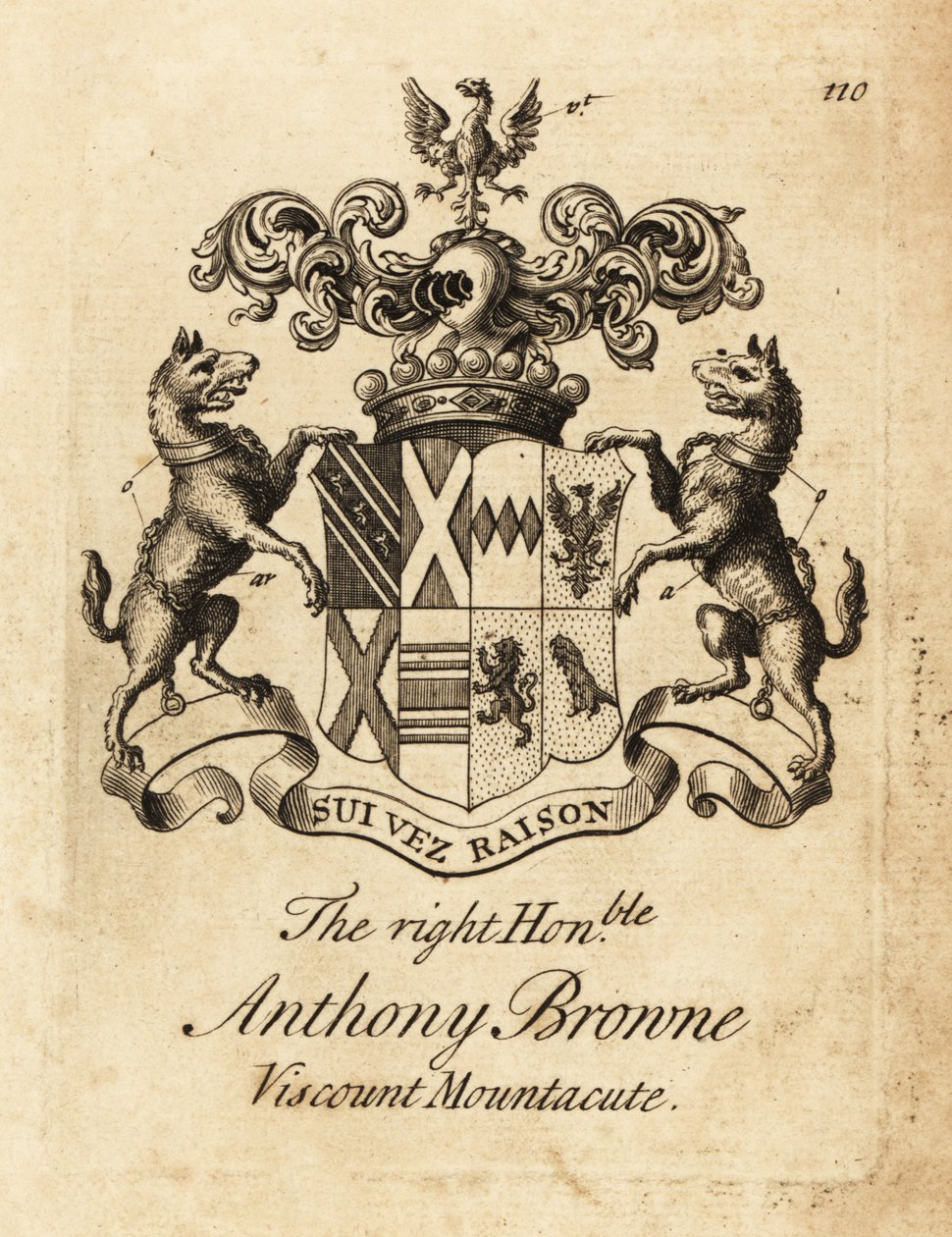
Scudo Araldico del Visconte

Si unì in matrimonio con Lady Elizabeth Somerset (1618–1684), figlia di Henry Somerset, I marchese di Worcester, con licenza del 6 luglio 1637. Tuttavia, secondo Julia Roundell, il matrimonio potrebbe essere avvenuto prima dell’assunzione del titolo, con il primogenito Anthony battezzato a Battle Abbey nell'agosto 1629. Fonti discordanti affermano che Anthony non si sposò e morì prima del padre senza discendenti, mentre altre riportano che, dopo un litigio con il genitore, si trasferì all’Aia. Tornato in Inghilterra all’inizio della guerra civile, avrebbe combattuto, sposato Bridgit Maskell di York, avuto figli e rivendicato senza successo il titolo.
Gli altri figli di Browne, Francis ed Henry, gli succedettero come quarto e quinto Visconte Montagu. La figlia Elizabeth (morta dopo il 1686) sposò Christopher Roper, quinto Barone Teynham. Francis Browne morì il 2 novembre 1682 all'età di 72 anni.

## Durante la guerra civile
Durante la guerra civile inglese, Browne sostenne fermamente la causa realista e rimase fedele al cattolicesimo, subendo la confisca di terre e beni. Per sopperire alla perdita di ricchezze, fu costretto a cedere in affitto parte delle proprietà di Battle.